# Gymnocephalus
Genre
Synonymes
- Acerina Cuvier, 1816

Gymnocephalus (syn : Acerina) est un genre de poissons d'eau douce de la famille des Percidae et originaire d'Europe ou d'Asie.

## Description
Selon les espèces, la taille de ces poissons varie de 120 mm (G. baloni) à 300 mm (G. schraetser).

## Liste des espèces
Selon FishBase (2 aout 2025) :
- Gymnocephalus acerina (Gmelin, 1789)
- Gymnocephalus ambriaelacus Geiger & Schliewen, 2010
- Gymnocephalus baloni Holcík & Hensel, 1974
- Gymnocephalus cernua (Linnaeus, 1758) - Grémille
- Gymnocephalus schraetser (Linnaeus, 1758)